# جيمس إيرل رادا
جيمس إيرل رادا هو عسكري وسياسي أمريكي، ولد في 6 مايو 1910 في إيدن في الولايات المتحدة، وتوفي في 23 مارس 1970 في هيوستن في الولايات المتحدة. نشط حزبياً في الحزب الديمقراطي.